# Alexandria, South Dakota
Alexandria är administrativ huvudort i Hanson County i den amerikanska delstaten South Dakota. Orten fick sitt namn efter järnvägsdirektören Alexander Mitchell.